# Biegi przeszkodowe

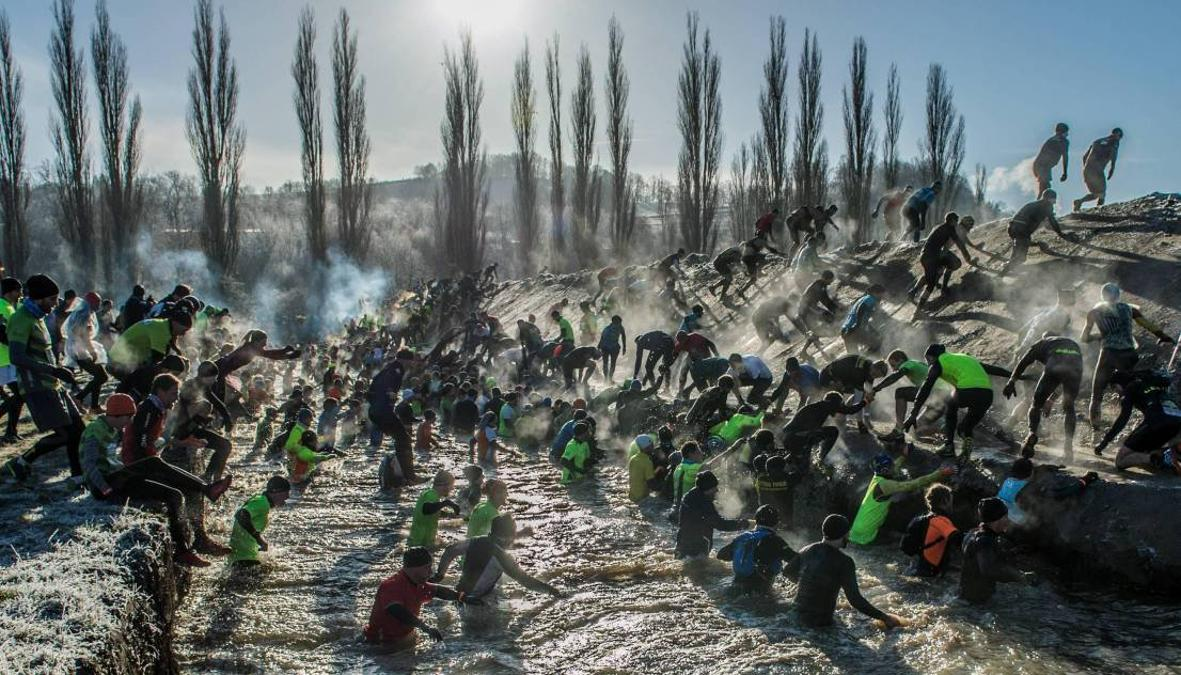

Pokonywanie ubłoconego muru podczas biegu

Biegi przeszkodowe (ang. Obstacle Course Racing, skrótowo OCR) – rodzaj biegu przełajowego urozmaiconego naturalnymi i sztucznymi przeszkodami terenowymi wymagającymi szczególnego wysiłku i odporności do ich pokonania. Długość tras oraz liczba i rodzaj przeszkód dostosowane są w taki sposób, aby umożliwić start zarówno początkującym, jak i osobom zaangażowanym w dużym stopniu w uprawianie sportu.

## Historia
Pierwszy bieg przeszkodowy dla amatorów prawdopodobnie odbył się w 1987 roku w Anglii. Pierwszym oficjalnym biegiem przeszkodowym na terenie Polski był Hunt Run. Odbył się on w 2012 roku pod nazwą Dirt Hunter i hasłem przewodnim: „Prawdopodobnie Najbardziej Ekstremalne 5 km w Twoim Życiu”. Później swoją działalność rozpoczęły Survival Race oraz Runmageddon – oba biegi zostały zorganizowane po raz pierwszy w 2014 roku.
Liczba zainteresowanych tą formą rozrywki z roku na rok jest coraz większa i osiąga kilka tysięcy uczestników na jednym wydarzeniu. Biegi przeszkodowe przyjmują już formę sportowego festiwalu z atrakcjami dla całej rodziny. Dodatkowo, z uwagi na brak standaryzacji przeszkód, organizatorzy prześcigają się w kreatywności i wymyślaniu nowych utrudnień. Jest to obecnie jedna z alternatyw dla tradycyjnych imprez biegowych.
Od 2016 roku rozgrywane są Mistrzostwa Europy.

## Biegi przeszkodowe w Polsce
Według serwisu „testyoutdoorowe.pl” w Polsce odbyło się w 2017 r. co najmniej 17 większych biegów przeszkodowych, z których 5 najbardziej popularnych to:
- Spartan Race Polska
- Runmageddon
- Survival Race
- Barbarian Race
- Mud Max
- Vikings Run

Od 2018 roku organizowane są Mistrzostwa Polski, Liga OCR oraz Puchar Polski.

## Przykładowe przeszkody[4]
- Quarter Pipe. Przeszkoda polega na wspięciu się na 4 m rampę przez odpowiedni podbieg i wyskok. Często wymaga pomocy innych uczestników, którzy czekają na szczycie i wciągają zawodników nie potrafiących samemu pokonać przeszkody.
- Multiring. Konstrukcja, którą pokonuje się w powietrzu, przechodząc, dzięki podtrzymywaniu się jedynie dłońmi, na zawieszonych chwytach.
- Kontenery z lodem. Przejście przez kontener wypełniony wodą i bryłami lodu.
- Slip&Slide. Wielka zjeżdżalnia z wodą i pianą, po której trzeba się ześlizgnąć.

## Poziom zaawansowania
Biegi przeszkodowe są dostępne dla osób w każdym wieku – również dla dzieci, dzięki tworzeniu edycji dziecięcej (np. Survival Race KIDS). Większość tego typu wydarzeń oferuje różne opcje zaawansowania tras, tak, aby mogli w nich wystartować wszyscy, bez względu na poziom przygotowania psychofizycznego. Istnieją krótkie dystanse przygotowane z myślą o osobach rozpoczynających swoją przygodę z biegami przeszkodowymi, jak i mordercze odcinki dla najbardziej wytrwałych. Znaczenia nie ma również płeć – z przeszkodami radzą sobie zarówno kobiety, jak i mężczyźni.
Tego typu wydarzenia to rozrywka zarówno dla amatorów sporadycznego joggingu, przez miłośników crossfitu, aż po doświadczonych uczestników maratonów. Niezależnie od preferowanej formy aktywności fizycznej, w biegach survivalowych liczy się przede wszystkim ogólna sprawność fizyczna oraz dobra kondycja psychiczna. Bardzo ważnym wyróżnikiem biegów ekstremalnych jest ich zmienna i urozmaicona formuła. Dla zawodników przygotowuje się niecodzienne trasy z wymyślnymi przeszkodami. Dodatkowych emocji dodaje też oprawa i atmosfera tego typu wydarzeń. Większość uczestników staje na starcie nie z myślą o biciu rekordów i jak najszybszym pokonaniu trasy, ale raczej z zamiarem dobrej zabawy, zmierzenia się z własnymi słabościami oraz porządnego „sponiewierania się” w błocie.